# Анна Елизавета Луиза Бранденбург-Шведтская
Анна Елизавета Луиза Бранденбург-Шведтская (нем. Anna Elisabeth Luise von Brandenburg-Schwedt; 22 апреля 1738, Шведт — 10 февраля 1820, Берлин) — принцесса Бранденбург-Шведтская, в замужестве принцесса Прусская.

## Биография
Луиза — дочь маркграфа Фридриха Вильгельма Бранденбург-Шведтского и Софии Доротеи Марии Прусской, сестры Фридриха Великого.
27 сентября 1755 года во дворце Шарлоттенбург она вышла замуж за своего дядю принца Фердинанда Прусского. Луизу описывали как прекрасную, умную и любезную женщину. В 1801 году по указанию принца Фердинанда во дворце Бельвю для его супруги была обустроена молочная ферма.
Луиза умерла в преклонном возрасте, прослыв в Берлине реликтом фридерицианской эпохи, и была похоронена в Берлинском кафедральном соборе.

## Потомки
У Луизы родилось семеро детей, причём отцом всех детей за исключением старшего ребёнка считается граф Фридрих Вильгельм Карл фон Шметтау:
- Фридерика (1761—1773)
- Генрих (1769—1773)
- Луиза (1770—1836), замужем за князем Антонием Радзивиллом (1775—1833)
- Кристиан (1771—1790)
- Луи Фердинанд (1772—1806)
- Пауль (1776)
- Август (1779—1843)